# St. Maria Neudorf
Koordinaten: 47° 26′ 19,1″ N, 9° 24′ 26,3″ O; CH1903: 748492 / 256066

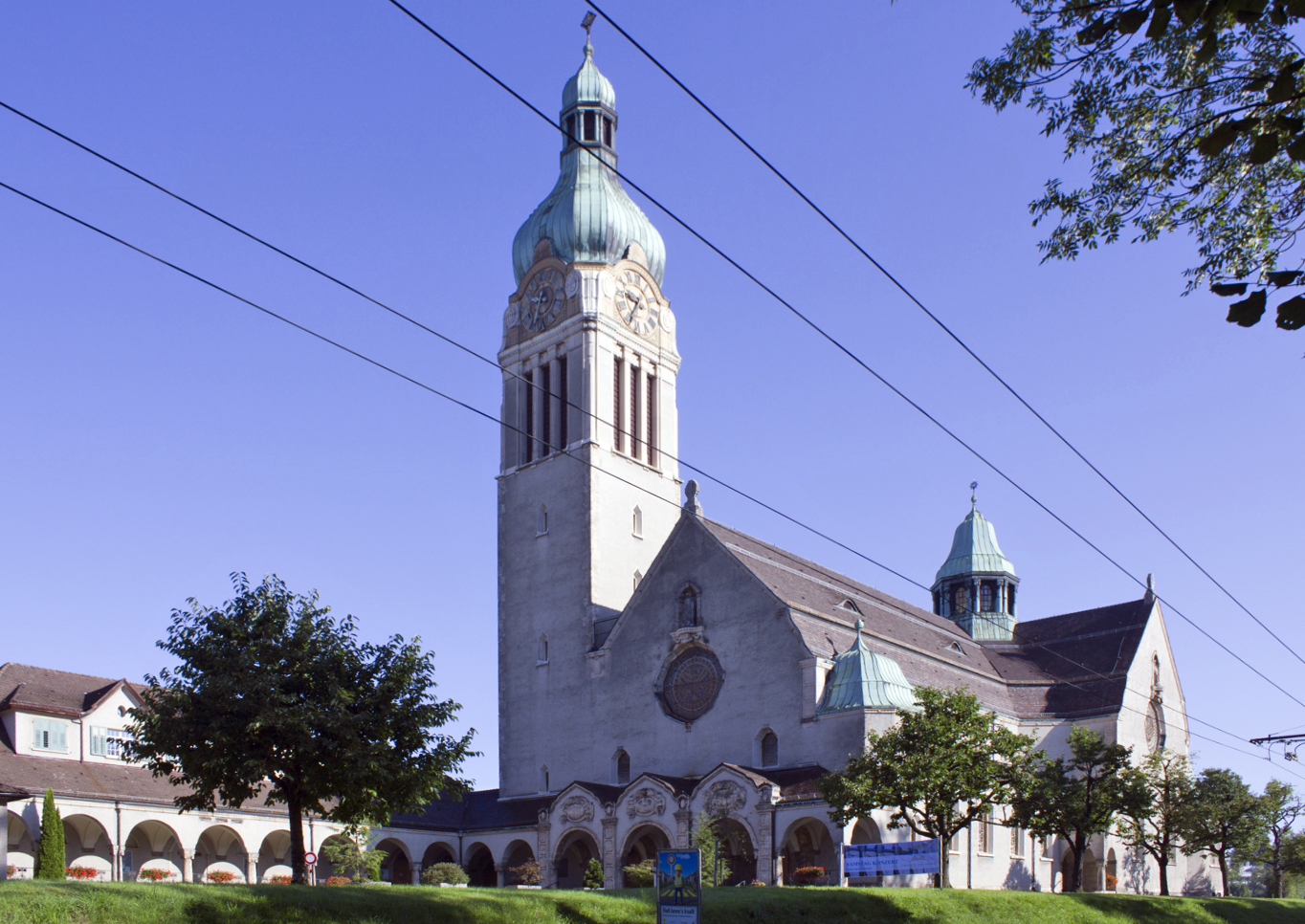
Die Kirche St. Maria von Süden. Links angebaut das Pfarreizentrum

St. Maria Neudorf ist eine römisch-katholische Kirche im Osten der Stadt St. Gallen. Der Bau gilt als bedeutendster Kirchenbau des Schweizer Architekten Adolf Gaudy und ist in der Liste der Kulturgüter der Stadt St. Gallen als Nummer 10145 aufgeführt. Bekannt ist die Kirche auch durch ihre monumentale Orgel.

## Architektur

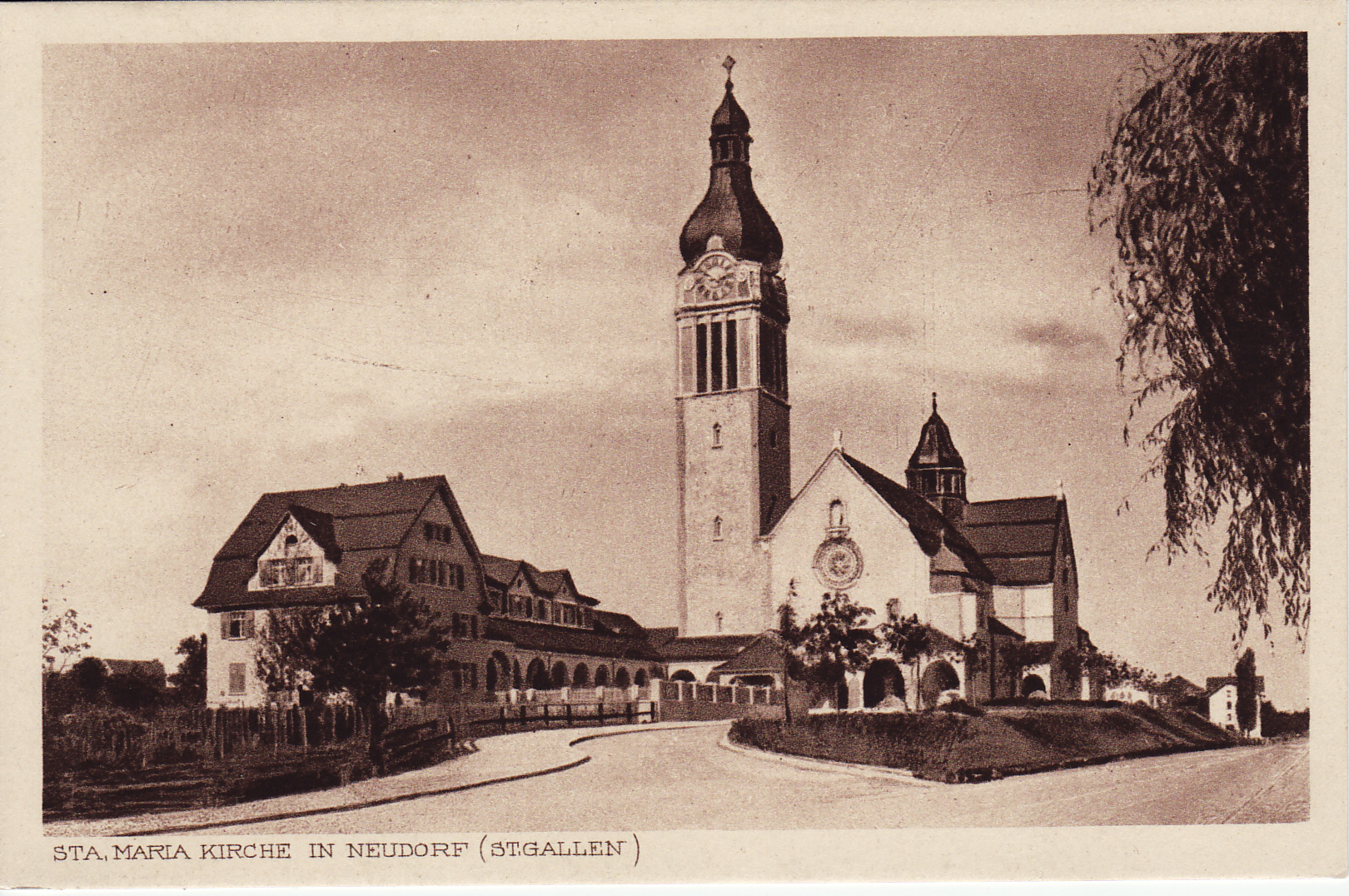
Die Kirche im Jahr 1918

Die Kirche wurde in den Jahren 1914–17 nach Entwürfen von Adolf Gaudy im Jugendstil errichtet. Die reichhaltigen Malereien im Inneren stammen von Fritz Kunz und die farbigen Glasfenster von Richard A. Nüscheler aus Zürich. Die grosse Rosette über dem Westeingang stammt aus der Dörflikirche der Landesausstellung von 1914. Im Osten sind das Pfarreizentrum und das Pfarrhaus angebaut. Eine überdachte Galerie verbindet die Eingänge zu allen Gebäuden und umschliesst auf zwei Seiten den Kirchplatz.

## Orgel
Die monumentale Orgel in der Kirche wurde 1927 nach den Grundsätzen der sogenannten Elsässer Orgelreform von Orgelbau Willisau errichtet. Die Orgel besteht aus einem Haupt- und einem Fernwerk, das sich unter der Kuppel der Kirche befindet und den Saal von oben beschallt. Das Hauptwerk umfasst 69 Register und das Fernwerk noch einmal 18. Der Spieltisch hat drei Manuale und Pedale. Die Bedienung wurde von Anfang an elektro-pneumatisch ausgelegt. Die Orgel ist noch praktisch in unveränderter Form vorhanden, lediglich der Spieltisch wurde 1940 neu aufgebaut und verschoben. Insgesamt umfasst die Orgel 4000 Pfeifen in 87 Registern von 16′ bis 1′.